# Mesogastropoda
Los mesogasterópodos (Mesogastropoda ) son uno de los órdenes tradicionales de los gastrópodos prosobranquios, junto con Archaeogastropoda y Neogastropoda. Este orden fue introducido por J. Thiele en su trabajo de 1921. Hay cerca de 30.000 especies. Muchas se encuentran en el mar, numerosas especies en agua dulce, y algunas pocas sobre tierra. Muchos son herbívoros, pero unos pocos son parásitos o depredadores. Los Mesogastropoda son, en muchos modos, más desarrollados que Archaeogastropoda. Aunque hay torsión de la masa intestinal, y movimiento en espiral del cuerpo, la ctenidia, el nefridio y el osfradium (= receptor sensorio, órgano olfactorio) han desaparecido del lado derecho, y residen en el lado izquierdo.

## Morfología general
Los mesogasterópodos se caracterizan por presentar un sistema nervioso concentrado, sin comisura labial y los ganglios se conectan con diferentes órganos por redes nerviosas. Poseen un solo osfradio. El corazón presenta una sola aurícula y un ventrículo. Presentan una sola ctenidia nomopectinada, la cual está unida al manto en toda su longitud, de igual forma presentan un solo nefridio que se abre directamente por una hendidura y por el que no se evacuan los gametos. La glándula genital posee su orificio y los machos poseen pene. Muchos miembros producen cápsulas de huevos, conteniendo uno a más de 1000. El Aparato radular es de es de tipo teniogloso. Simetría bilateral disfrazada por la disposición de los órganos circulatorios, respiratorios y renales La concha de los Mesogastropoda son por lo general frágiles con textura de porcelana con la espira alta o en forma de torrecilla y presenta la columela lisa. Presentan opérculo. La mayor parte de ellos habitan en el ambiente marino aunque los hay dulceacuícolas por ejemplo los Ampullariidae, y los Thiaridae. En su mayoría son herbívoros, aunque algunos son carnívoros e incluso parásitos.

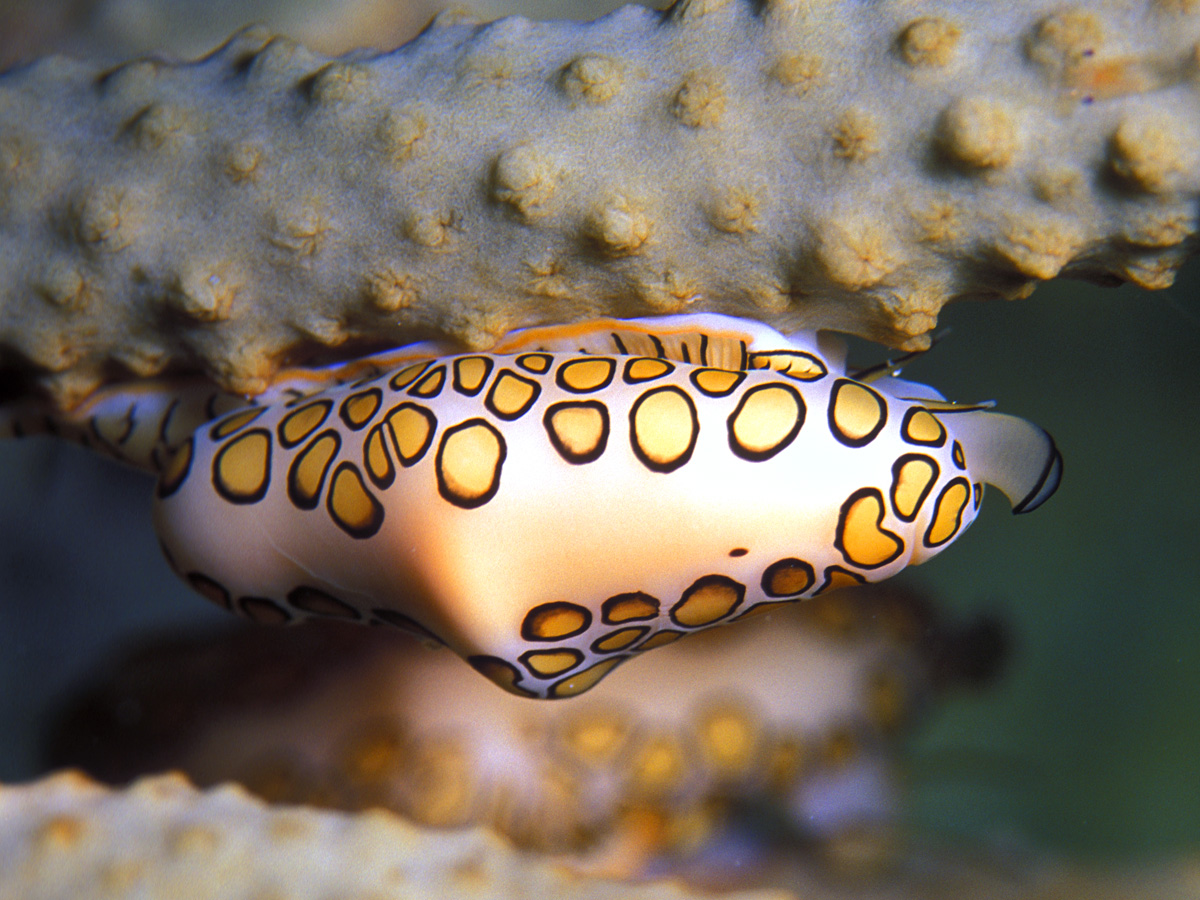
Cyphoma gibbosum

## Taxonomía y Sistemática
El orden Mesogastropoda fue introducido por J. Thiele en 1921. El orden está constituido por diecisiete superfamilias y noventa y nueve familias, la gran mayoría con representantes marinos.
Descripción de las principales Superfamilia
- Superfamilia Ciclophoracea y Viviparacea: Caracoles terrestres operculados, pudiendo presentar o estar ausente las ctenidas, desarrollo de pulmón. Géneros típicos de la superfamilia Viviparus, Pomacea, Pila, Marisa (Viviparacea) y Valvata (Ciclophoracea).

- Superfamilia Littorinacea: Caracoles de tamaño pequeño habitantes del litoral rocoso. Son ejemplos genéricos: Littorina, Lacuna y Pomatias (terrestre).

- Superfamilia Rissoacea: Un grupo amplio de caracoles que presentan tamaño pequeño y conchas cónicas. Habitan en ambiente marino, dulceacuícola y terrestre. Constituyen representantes de la superfamilia los géneros: Hydrobia, Bulimus, Rissoa, Alvania y Cingula.

- Superfamilia Cerithiacea: Caracoles con diversidad de formas de concha, estas pudiendo ser alta turriteladas, vermiformes u ovaladas. Con representantes marinos y dulceacuícolas. Son representante de la superfamilia los géneros: Marinos: Turritella, Vermetus, Serpulobis, Petalochonchus, Dentropoma, Siliquaria, C a. C.um, Cerithium, Bittium y Bitillatia. Dulceacuícolas: Goniobasis y Pleurocera.

.

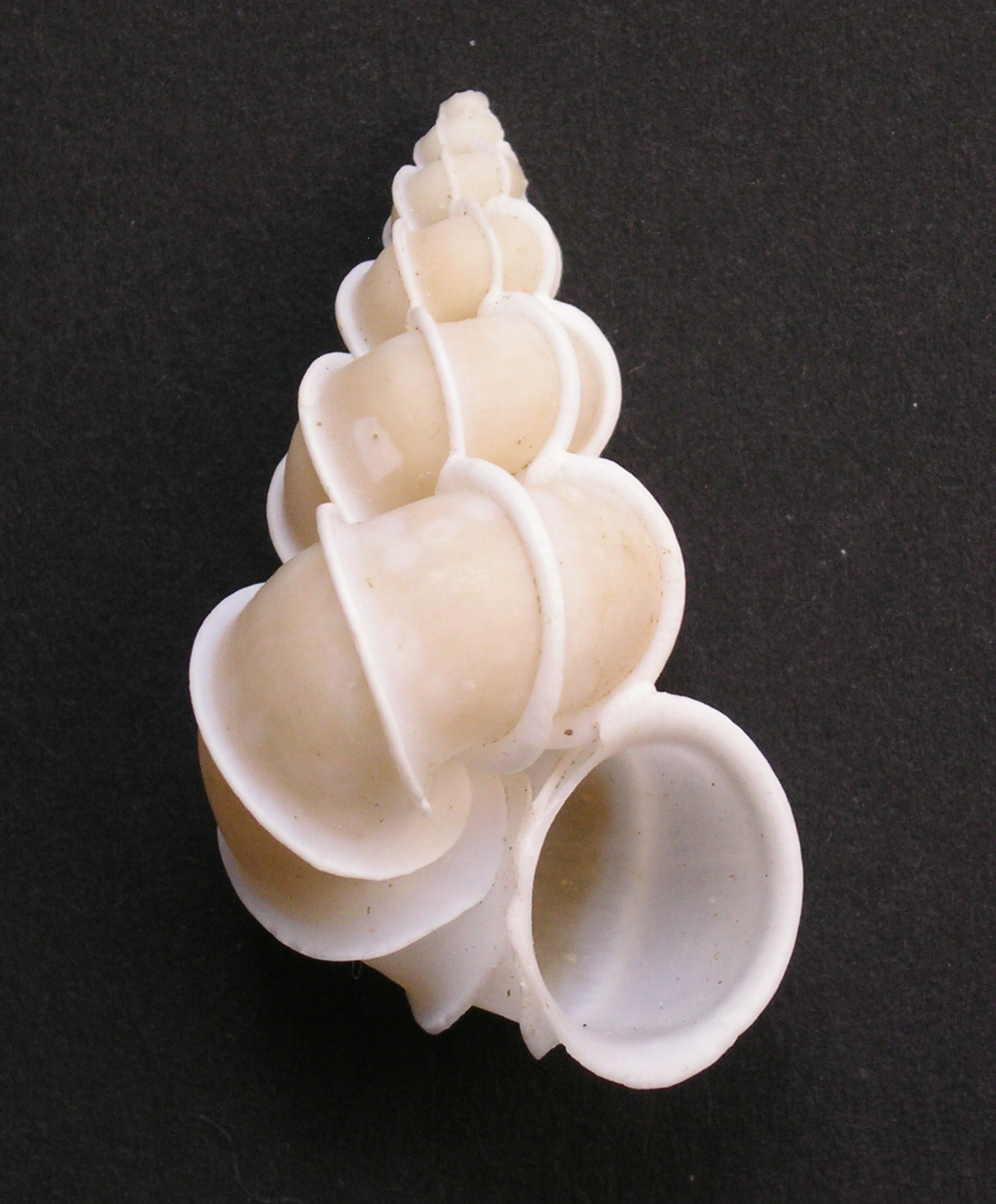
Epitonium scalare

- Superfamilia Strombacea: Gastropodos en su mayoría de tamaño grande, con conchas fuertes y presentando canal sifonal, así como un labio muy desarrollado en forma de ala. Constituyen representantes genéricos de la superfamilia: Struthiolari, Aporrhais, Strombus y Lambis.

- Superfamilia Calyptreacea: Son un grupo de caracoles protándricos, los cuales presentan conchas bajas que parecen gorros o lapas. Son ejemplos genéricos: Crepidula, Capulus y Calyptraea.

- Superfamilia Cypraeacea: Presentan conchas porcelanadas de colores vivos, con la espira encerrada en la última vuelta de la concha. Son representante de la superfamilia: Cypraea, y Siphocypraea.

- Superfamilia Heteropoda: Grupo de caracoles pelágicos, cuyo pie presentan un ápice que asemeja una aleta y la concha muy reducida. Constituyen representantes genéricos de la superfamilia: Atlanta y Carinaria.

- Superfamilia Heteropoda: Conocidos como “Concha Luna”. Son un grupo de caracoles cavadores que presentan conchas globosas y un aparato excavador. Son ejemplos genéricos: Natica y Polinices.

.

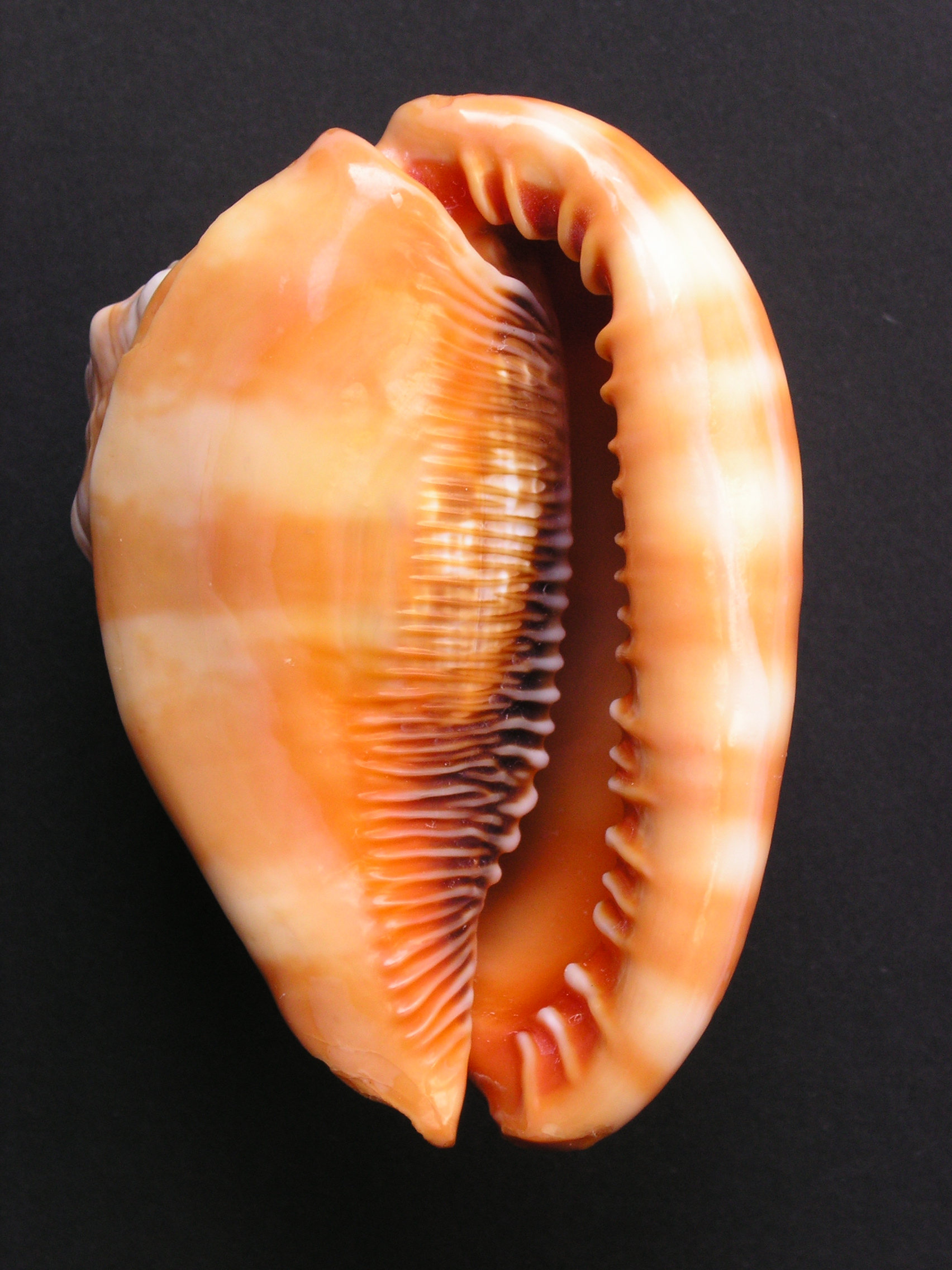
Cypraecassis rufa

- Superfamilia Tonnacea: Constituida por un grupo de caracoles marinos que presentan conchas gruesas y voluminosa. Son representante de la superfamilia: Cassis, Cymathium, Cassidarius, y Tonna.

### Clasificación de Orden Mesogastropoda

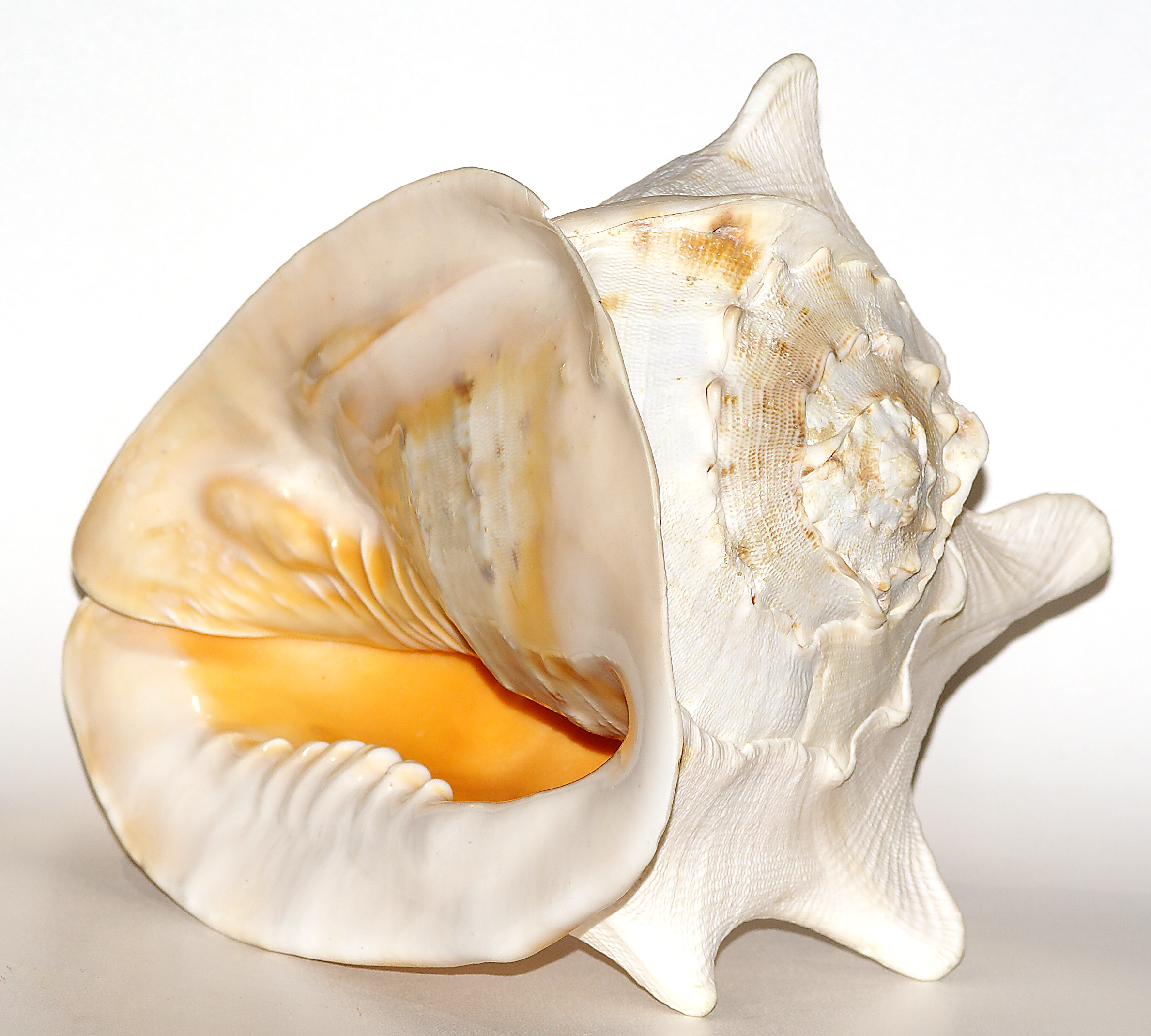
Cassis madagascariensis

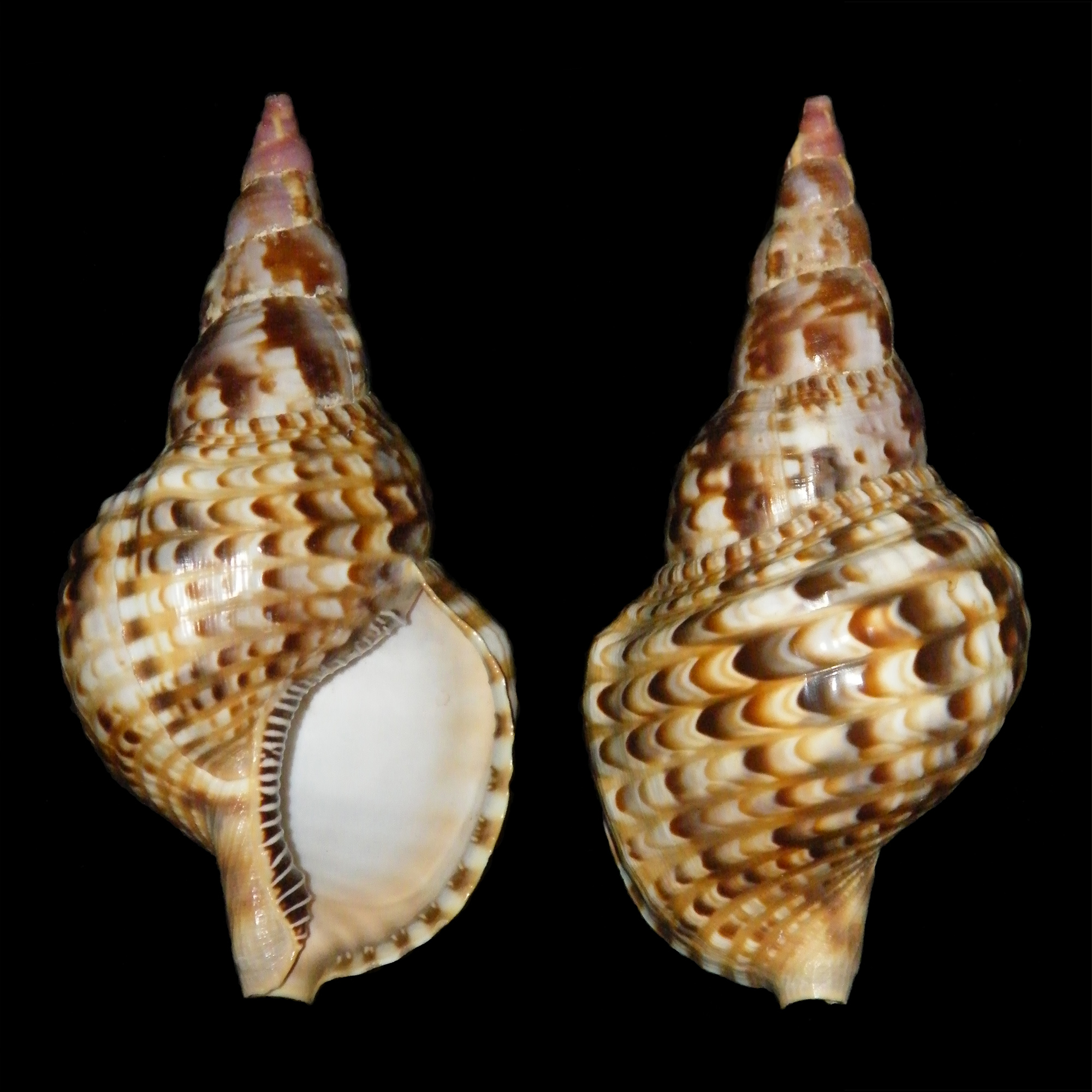
Charonia tritonis

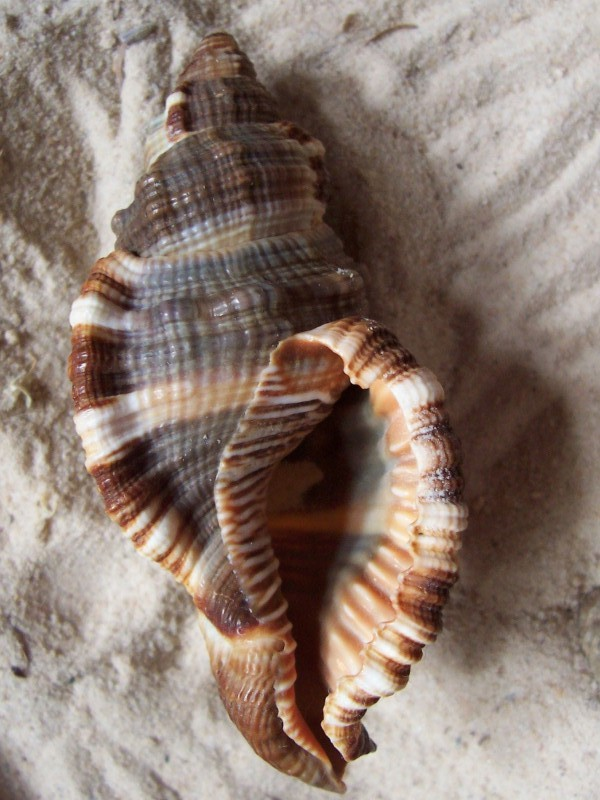
Cymatium pileare

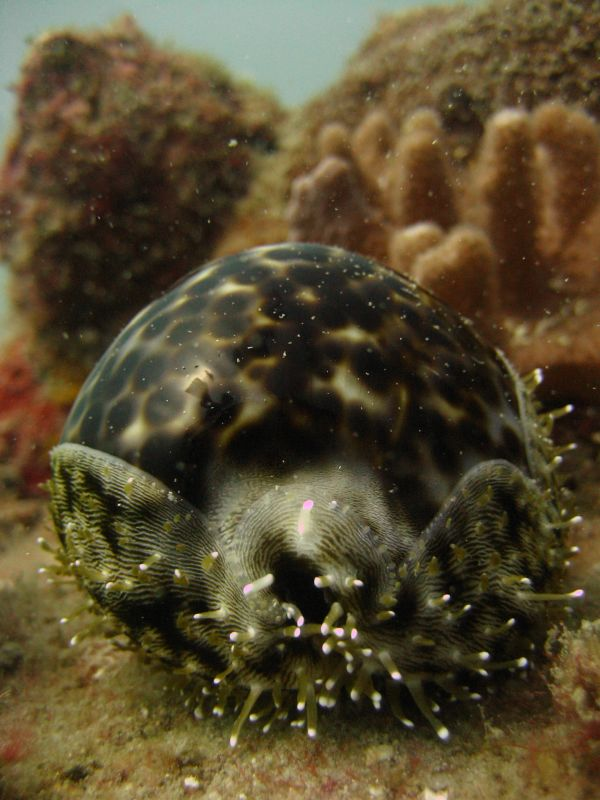
Cypraea tigris

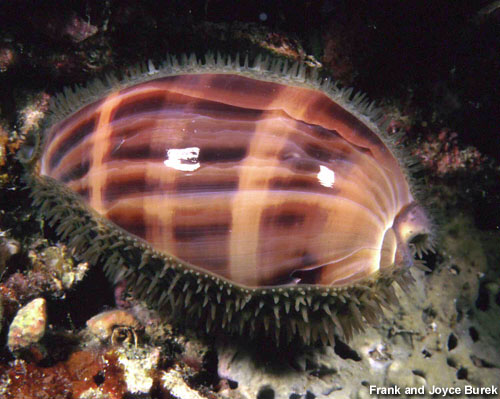
Cypraea cervus

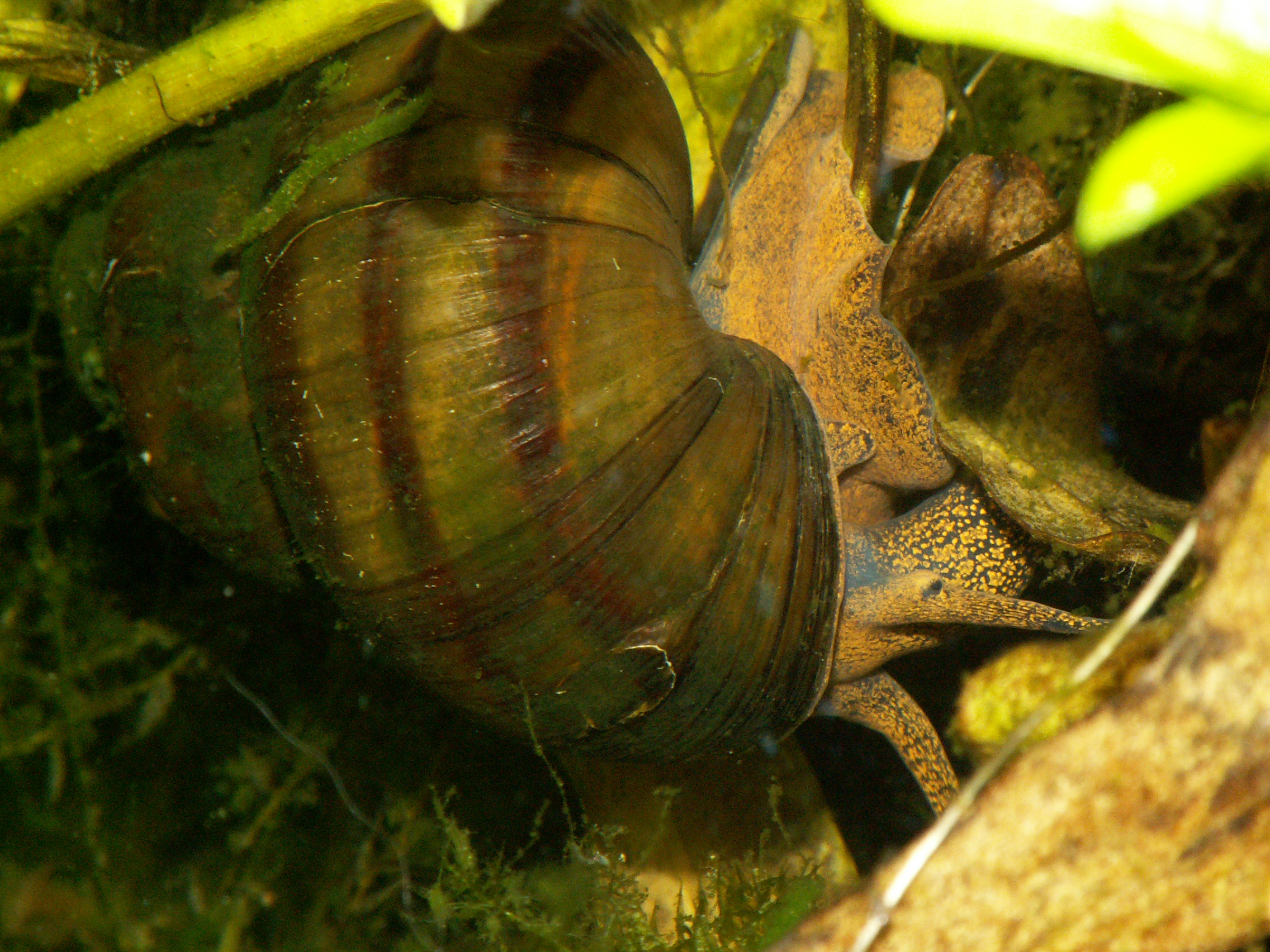
Viviparus viviparus

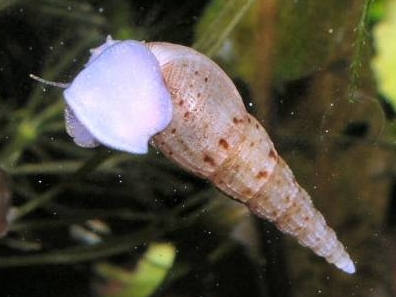
Melanoides tuberculata

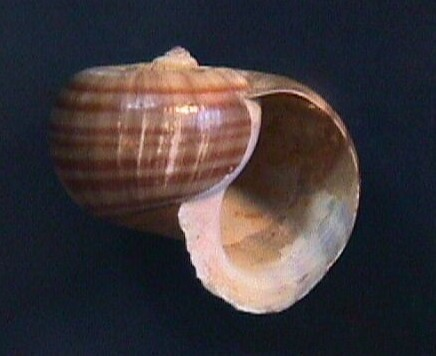
Pomacea (Effusa) glauca orinocensis

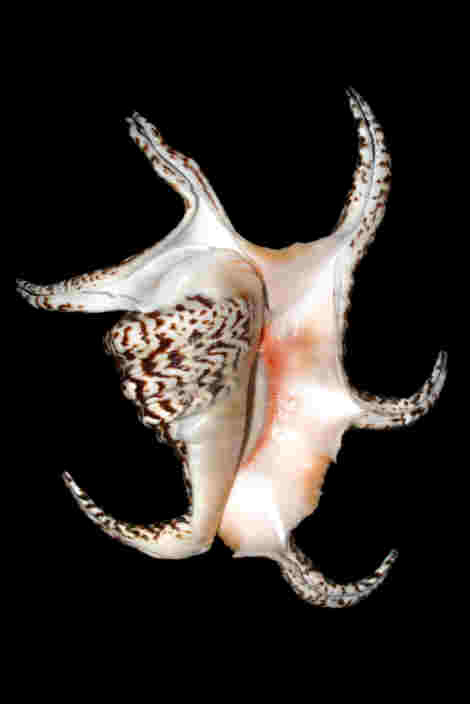
Lambis chiragra

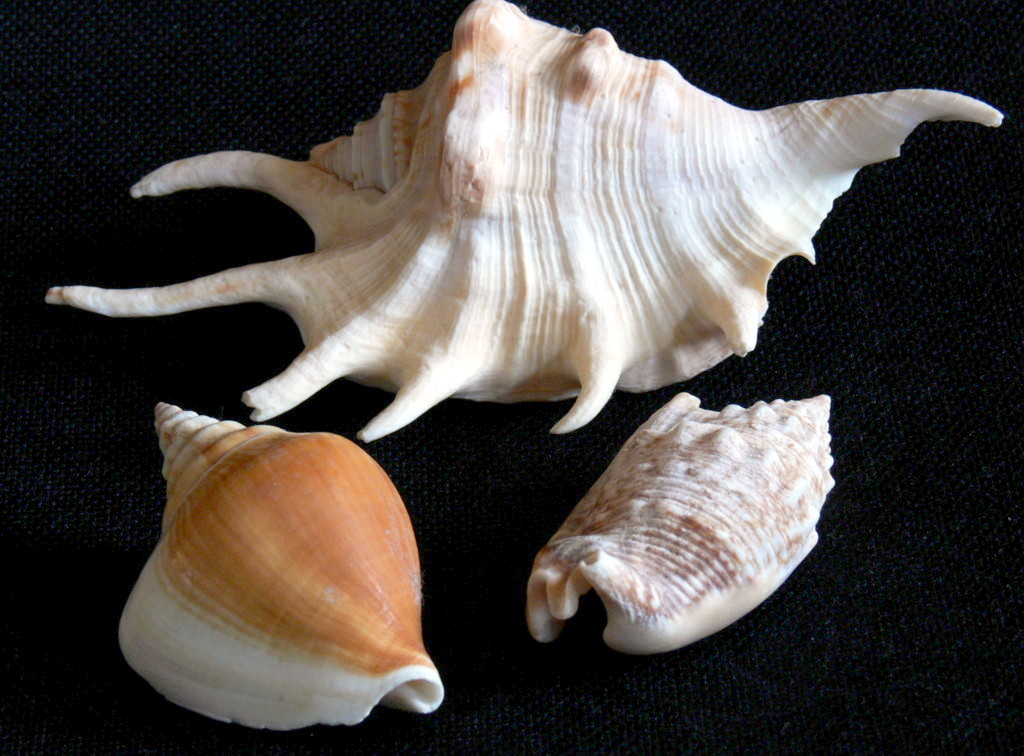
Strombidae

Phylum: Mollusca
Clase: Gastropoda
Subclase: Prosobranchia
Orden: Mesogastropoda
Superfamilia: CYCLOPHORACEA
Familia: Cyclophoriidae
Familia: Poteriidae
Familia: Megalostomatidae
Familia: Maizaniidae
.
Familia: Maizaniidae
Familia: Diplomatinidae
Familia: Pupinidae
Superfamilia: VIVIPARACEA
Familia: Viviparidae
Familia: Ampullariidae(=Pilidae)
Familia: Bithyniidae
Superfamilia: VALVATACEA
Familia: Valvatidae
.
Superfamilia: LITTORINACEA
Familia: Lacunidae
Familia: Littorinidae
Familia: Pomatiasidae
Familia: Chondropomidae
Familia: Eatoniellidae
Superfamilia: RISSOACEA
Familia: Hydrobiidae
Familia: Littoridinidae
Familia: Lithoglyphiidae
.
Familia: Lithoglyphulidae
Familia: Btthinellidae
Familia: Mexithaumidae
Familia: Orygoceratidae
Familia: Pomatiopsidae
Familia: Truncatelidae
Familia: Sternothyridae
Familia: Iravadiidae
Familia: Baicaliidae
Familia: Benedictiidae
.
Familia: Micromelaniidae
Familia: Emmericidae
Familia: Rissoidae
Familia: Assimineidae
Familia: Aciculidae
Familia: Skenopsidae
Familia: Omalogyridae
Familia: Trachymatidae
Familia: Rissoellidae
Familia: Trochaclididae
Familia: Lepyriidae
Familia: Cyngulopsidae
Familia: Orbitestellidae
Familia: C a. C.idae
Familia: Ctiloceratidae
Familia: Vitrinellidae
.
Familia: Tornidae
Familia: Rastrodentidae
Superfamilia: LOXONEMATACEA
Familia: Abyssochrysidae
Superfamilia: CERITHIACEA
Familia: Thiaridae
Familia: Planaxidae
Familia: Melanopsidad
Familia: Modulidae
Familia: Cerithiidae
Familia: Campanilidae
.
Familia: Diastomidae
Familia: Potamididae
Familia: Syrnolopsidae
Familia: Delavayidae
Familia: Cerithiopsidae
Familia: Thiporiidae
Familia: Turritellidae
Familia: Vermetidae
Superfamilia: HETEROGASTOPODA
Familia: Architectonicidae
Familia: Mathildidae
.
Familia: Triphoridae
Familia: Pyramidellidae
Superfamilia: EPITONIACEA
Familia: Epitonidae
Familia: Janthinidae
Familia: Aclididae
Superfamilia: EULIMACEA
Familia: Eulimidae
Familia: Styliferidae
Familia: Asterophilidae
Familia: Pelseneeridae
Familia: Paedophorodae
Familia: Entoconchidae
Superfamilia: STROMBACEA
Familia: Struthiolariidae
Familia: Aphorraidae
Familia: Strombidae
Superfamilia: HIPPONICAEA
Familia: Hipponicidea
Familia: Vanikonidae
Familia: Caledoniellidae
Superfamilia: CALYPTRAEACEA
Familia: Calyptraeidea
Familia: Xenophoridae
Familia: Capulidae
Familia: Trichotropidea
Superfamilia: CYPRAEACEA
Familia: Cypraeidae
Familia: Ovulidae
Familia: Pedicularidae
Familia: Lamellariidae
Familia: Pseudosaculidae
Superfamilia: HETEROPODA
Familia: Atlantidae
Familia: Carinaiidae
Familia: Pterotrachidae
Superfamilia: NATICAEA
Familia: Naticidae
Superfamilia: TONNACEA
Familia: Cassidae
Familia: Tonnidae
Familia: Ficidae
Familia: Cymatiidae
Familia: Bursidae

## Registro fósil
La biocronología del orden Mesogastropoda se manifiesta en el registro fósil desde el Carbonífero hasta la actualidad.